# Illa de Salina

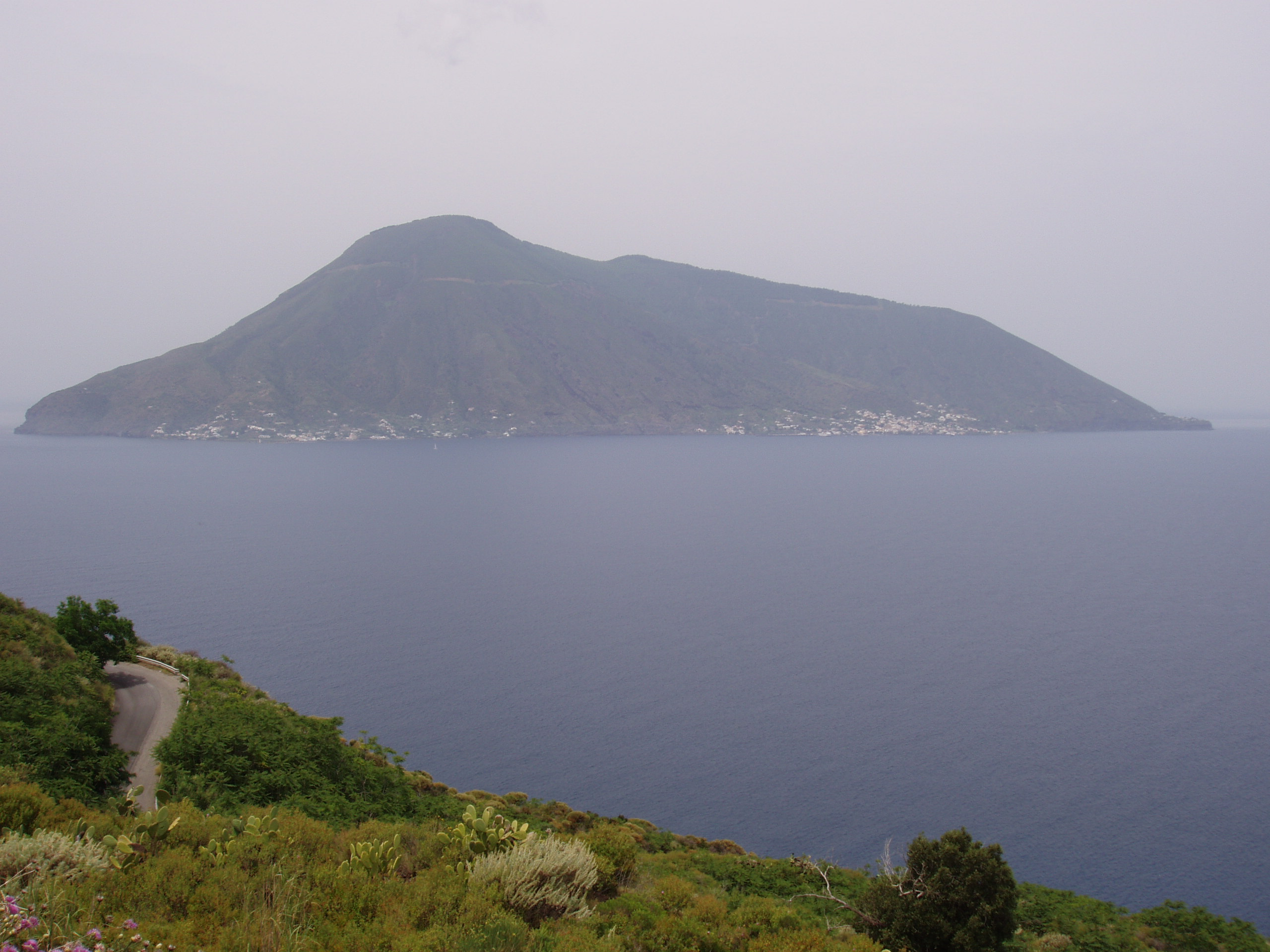
Salina vista des de Lipari

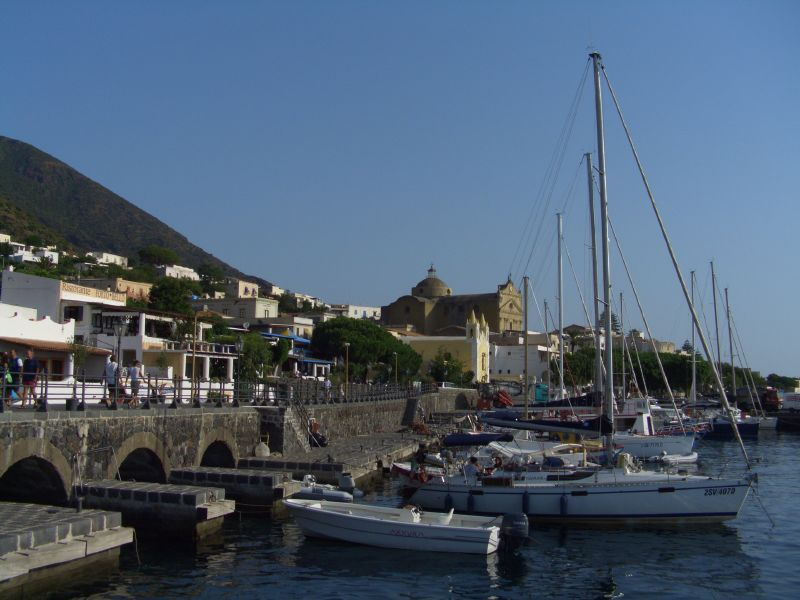
El port de Santa Marina

Salina és la segona illa més important de l'arxipèlag Eòlic, tant per superfície (26,8 km²) com per població (2.300 habitants), després de Lipari, que es troba al sud-est. Precisament, Salina és l'única de les illes Eòlies que no s'inclou dins el municipi de Lipari, sinó que està subdividida en tres municipis.
Formada per sis antics volcans, és l'illa amb els turons més alts de tot l'arxipèlag: la Fossa delle Felci (961 m) i el Monte dei Porri (860 m), que conserven la típica forma cònica. D'aquests dos volcans apagats deriva el seu antic nom grec, Didyme, que significa 'bessons'. El nom actual, en canvi, deriva d'un estany d'on s'extreia sal.
Les excavacions arqueològiques han tret a la llum establiments humans que es remunten a l'edat del bronze i una alternança entre períodes de complet abandó i altres d'un fort desenvolupament. Unes troballes prop de Santa Marina mostren un poblament notable pels volts del segle iv aC. Cap al segle vii de la nostra era, Salina fou una de les illes més poblades de l'arxipèlag, perquè els volcans de Lipari estaven actius. Les invasions àrabs la van deixar deserta fins que, cap al segle xvii, es va tornar a poblar.
Salina és l'illa més fèrtil de les Eòlies i és rica en aigua. S'hi conrea un raïm molt apreciat del qual surt l'anomenada "Malvasia de les Lipari", un vi de sabor dolç; i tàperes, que s'exporten arreu del món.
El 1980 s'hi va crear el parc regional de Salina, i el 1981 la reserva natural dels dos turons.
Un altre recurs econòmic important a l'illa és el turisme.

## Municipis
- Santa Marina, considerat la capital (807 hab.)
- Malfa, que inclou el nucli de Pollara (851 hab.)
- Leni, que inclou els nuclis de Rinella i Valdichiesa (641 hab.)